# Kläpptjärnen, Ångermanland
Kläpptjärnen är en sjö i Bjurholms kommun i Ångermanland och ingår i Lögdeälvens huvudavrinningsområde. Sjön har en area på 0,0473 kvadratkilometer och ligger 198 meter över havet.

## Delavrinningsområde
Kläpptjärnen ingår i det delavrinningsområde (709350-165022) som SMHI kallar för Ovan Stor-Bjurvattsbäcken. Medelhöjden är 249 meter över havet och ytan är 30,12 kvadratkilometer. Räknas de 155 avrinningsområdena uppströms in blir den ackumulerade arean 1 077,27 kvadratkilometer. Avrinningsområdets utflöde Lögdeälven (Lögdån) mynnar i havet. Avrinningsområdet består mestadels av skog (81 procent). Avrinningsområdet har 0,05 kvadratkilometer vattenytor vilket ger det en sjöprocent på 0,2 procent.